# Fujiyama Raita

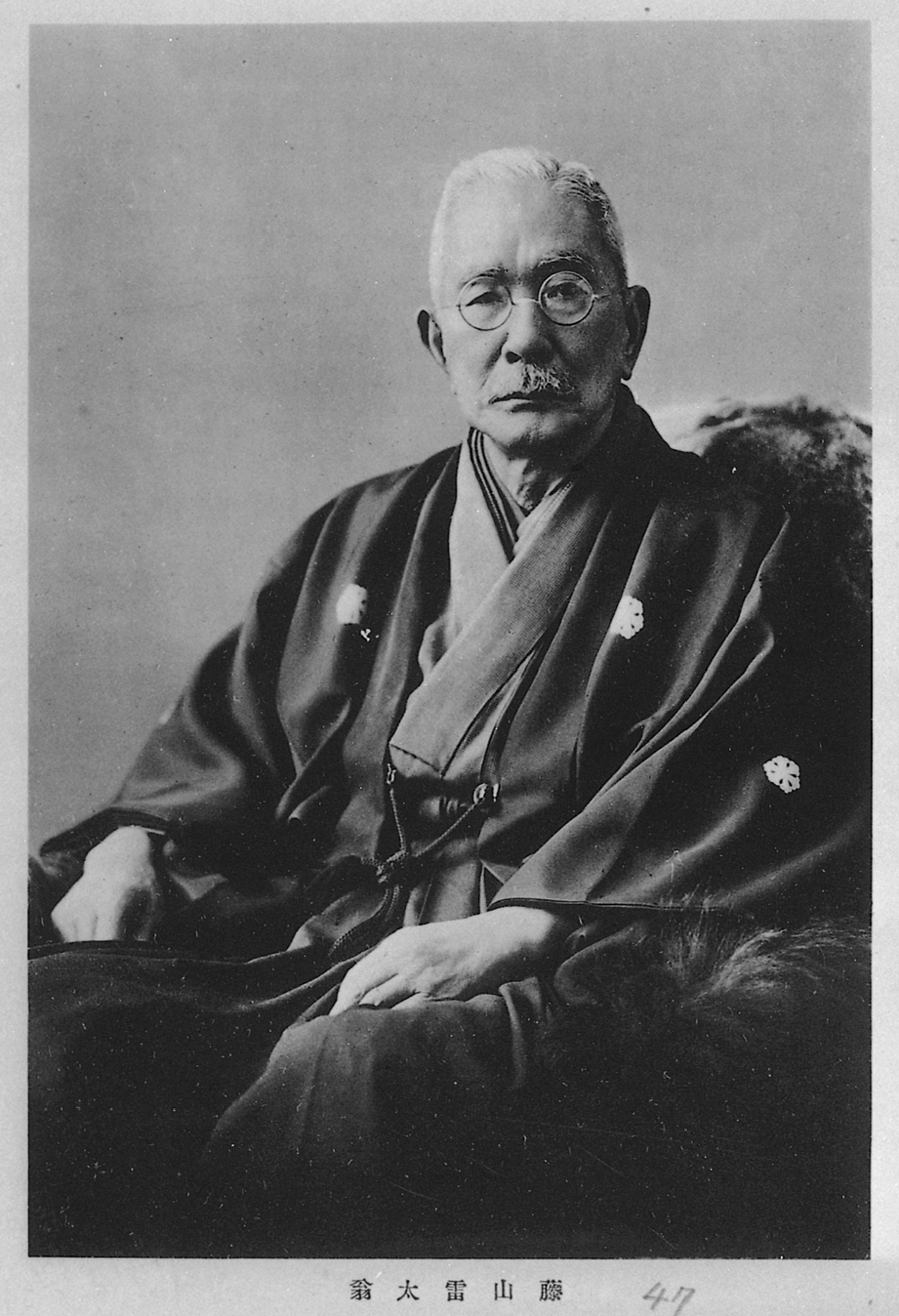
Fujiyama Raita

Fujiyama Raita (japanisch 藤山 雷太; geboren 13. September 1863 in Ōzato Provinz Hizen; gestorben 19. Dezember 1938 in Tokio) war ein japanischer Unternehmer und Begründer des Firmen-Konglomerats „Fuji Consulting“.

## Leben und Wirken
Fujiyama Raita wurde als dritter Sohn des Dorfältesten Fujiyama Kakuzaemon (藤山 覚左衛門) geboren. Nach seinem Abschluss an der „Pädagogischen Schule Nagasaki“ (長崎師範学校, Nagasaki shihan gakkō) wurde er Grundschullehrer in seiner Heimatstadt, zog aber danach nach Tokio und studierte an der „Keiō Gijuku“, der Vorläufereinrichtung der Keiō-Universität, und schloss das Studium 1887 ab. Er ging dann zurück in die Präfektur Saga und wurde Präsident der Präfekturversammlung. Er konnte u. a. den Konflikt mit den Ausländern lösen, die Grundstücke erwarben, beschloss dann aber Unternehmer zu werden und ging wieder nach Tokio. 1892 nahm er auf Vermittlung Fukuzawa Yukichis eine Arbeit bei der Mitsui-Bank (三井銀行) auf. Nachdem er eine Erfolgsbilanz als Hypothekenchef aufweisen und damit Nakamigawa Hikojirō (1854–190) helfen konnte, das Mitsui-Firmenkonglomerat zu reformieren, arbeitete er als Manager von Shibaura Works (芝浦製作所, Shibaura seisakujo). 1897 wurde er auf Wunsch Nakamigawas 1897 Geschäftsführer von Oji Paper. Er war immer erfolgreich, wurde dennoch von Nakamigawa oft kritisiert, so dass er schließlich den Mizsui-Konzern verließ.
Fujiyama beteiligte sich an der Gründung der „Tōkyō City Electric Railway“ (東京市街電鉄, Tōkyō shigai dentetsu), „Nippon Fire“ (日本火災, Nihon kasai), „Imperial Theater“ (帝国劇場, Teikoku gekijo) usw. Nach dem Konkurs von „Dai-Nippon Sugar“ (日本製糖会社, Nihon seitō kaisha, kurz 日糖 – „Nissu“) im Jahr 1909 wurde er auf Empfehlung von Shibusawa Eiichi zum Präsidenten des Unternehmens und baute es erfolgreich wieder auf. Seitdem hat er mit Schwerpunkt auf „Nissu“ auch zur Entwicklung der taiwanesischen Zucker- und Zellstoffindustrie beigetragen und so den Grundstein für den Fujiyama-Konzern („Fujiyama Consulting“) gelegt. Von 1917 bis 1925 war Fujiyama Vorsitzender der „Industrie- und Handelskammer von Tokio“ (東京商工会議所, Tōkyō shōkō kaigijo), 1923 wurde er Mitglied des Oberhauses des Parlaments.
Obwohl Fujiyama ein ichbezogener, handlungsstarker Geschäftsmann war, bewahrte er sich genaues Urteilsvermögen und verstand die Zeichen der Zeit. 1934 trat er von der Position des Präsidenten der Dai-Nippon Sugar zurück und überließ die Leitung seinem Sohn Aiichirō (1897–1985).
Zu Fujiyamas Büchern gehören „Mansen Yūki“ (満鮮遊記) – etwa „Ein volles leichtes Leben“ – und „Atami kandan-roku“ (熱海閑談録) – „Aufzeichnungen von leisen Gesprächen in Atami“.